# Villa Fabris
Villa Fabris detta Casa del Tiziano è una villa veneta di Colle Umberto, situata sul Col di Manza, al confine con Castello Roganzuolo, luogo al quale la storia dell'edificio si lega strettamente: infatti la costruzione della villa fu parte del pagamento del Polittico di Castello Roganzuolo, divenendo dimora di terraferma di Tiziano Vecellio.

## Storia
(Lapide a memoria di Tiziano sul prospetto principale di Villa Fabris)

### La vicenda del pagamento della pala di Castello Roganzuolo
È scritto in Dello amore ai veneziani di Tiziano Vecellio, delle sue case in Cadore e in Venezia e delle vite de'suoi figli. Notizie dell'abate Cadorin:
Seppur ora il dipinto non sia più conservato nella chiesa, dove si trovano le copie e la cornice originale, questo passo è utile come incipit alla ricostruzione della vicenda di Tiziano sul Col di Manza, vicenda trascurata a lungo e che ha iniziato a produrre interessanti studi solo in anni recenti. Negli anni quaranta del Cinquecento ha luogo la commissione del trittico rappresentante la Madonna con Bambino e santi Pietro e Paolo da parte della luminaria di Castello Roganzuolo: è da questa vicenda che scaturisce quella della villa tizianesca. Infatti viene pattuito che il pagamento dell'opera avvenga attraverso beni vari e i terreni di Col di Manza, presso i quali, negli otto anni successivi alla consegna dell'opera, la comunità di Castello avrebbe dovuto prestare la propria manodopera per l'edificazione (o per la ristrutturazione di un fabbricato preesistente) di una casa.
Per approfondire i termini di pagamento, torna utile Cadorin, con una nota:

### Un luogo strategico

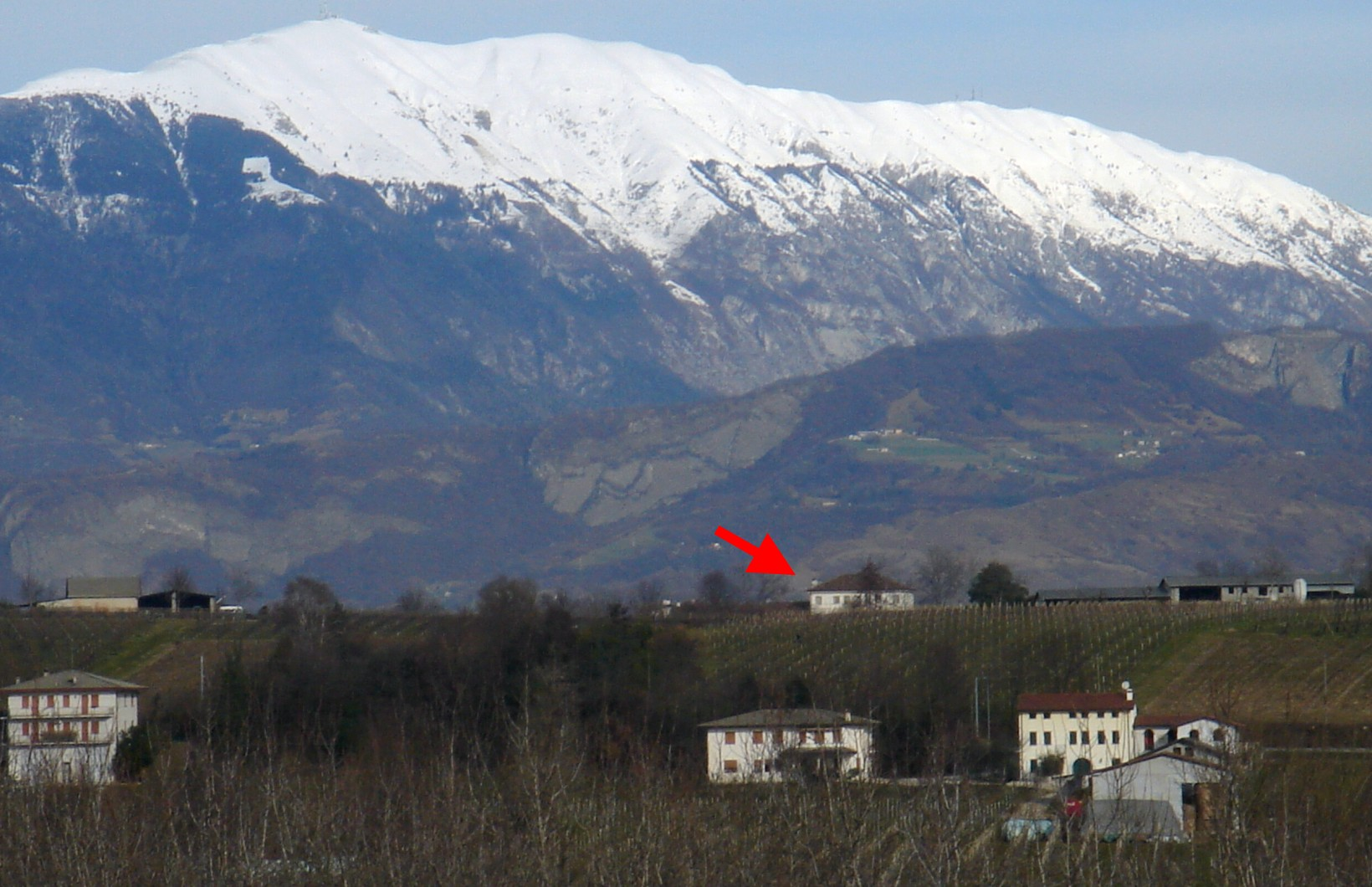
La posizione strategica della villa si rileva dalla sua posizione su un colle tra pianura veneta e Prealpi

Da cosa nasca la volontà di Tiziano, di possedere una casa di campagna presso i colli di Conegliano, va chiarito attraverso almeno quattro fattori.
Va ricordato che, ancor prima che una famiglia di artisti, il clan dei Vecellio è un gruppo imprenditoriale che sta, proprio negli anni in questione, ampliando la propria egemonia economica sull'asse Pieve di Cadore-Venezia: le due segherie di Perarolo di Cadore sono solo un punto di partenza per il commercio di legnami, che ha il suo punto d'arrivo alle fondamenta Nuove, a Venezia, nei pressi della casa veneziana dell'artista ai Biri, dove ha luogo anche una buona parte della vicenda pittorica. Col di Manza, in questo percorso, ha senz'altro un ruolo dovuto a questioni geografiche: si trova a metà strada tra il Cadore e la laguna, su un colle che consente di avere il controllo su entrambi, costituendo un punto d'approdo negli spostamenti (anche se non è possibile definire entità e frequenza di questi).
Sulla scia dell'impegno imprenditoriale, Tiziano voleva ampliare i suoi interessi anche in campo agricolo, e questo progetto si concretizza proprio in questa tenuta. La produzione di vino e di altri generi di consumo poteva agevolmente essere trasportata in Venezia, per rifornire la casa dove Tiziano passava la maggior parte dei suoi giorni.
La posizione del podere, però, dava anche possibilità di riposo e di suggestioni coloristiche, utili all'artista. Dice, ancora in nota, Cadorin:
Infine, va data importanza alla vicinanza dalla figlia Lavinia, cui il pittore è profondamente legato, la quale vive a pochi chilometri da Col di Manza, a Palazzo Sarcinelli di Serravalle, dove ha sposato un nobile Sarcinelli.

## Descrizione
La struttura dell'attuale Villa Fabris, il cui nome è dovuto ai proprietari successivi alla famiglia Vecellio-Sarcinelli nonché proprietari attuali, è l'evoluzione del fabbricato che in origine fu del Tiziano: la villa è mutata in maniera considerevole nell'aspetto, ma conserva ancora quella che è presumibilmente la chiave di lettura della caséta, ossia il suo porre in dialogo le Prealpi Bellunesi e la pianura che guarda verso la laguna veneziana, ponendosi al centro di un podere ancora presente.
Il corpo principale si dispone su tre piani, segnati da cornici marcapiano; la facciata è aperta da monofore rettangolari, con presenza di balaustrine nelle due centrali di primo e secondo piano. Il portale è affiancato da due oculi. Questa disposizione è ripresa anche nella facciata posteriore.

### L'oratorio
A nord-ovest della villa c'è un piccolo oratorio, del quale fu dotata probabilmente durante il XVIII secolo. Si tratta di una piccola cappella privata dedicata a San Liberale: di forma ottagonale, essa è parte del giardino, dove si pone come edificio autonomo. In questa cappella furono collocate due tele, quella d'altare Madonna col Bambino, e un'altra, importante documento storico-paesaggistico, Martirio di Sant'Eurosia: infatti quest'ultima opera, sul lato destro, riproduce il paesaggio secentesco di Colle Umberto, con le ville e le chiese. Si distinguono, in primo piano, Villa Morosini Lucheschi Valforte, subito dietro Villa Verecondi e infine il colle centrale con la chiesa di San Tommaso, il monastero benedettino e l'oratorio di San Pietro; infine una panoramica anche sul vittoriese.

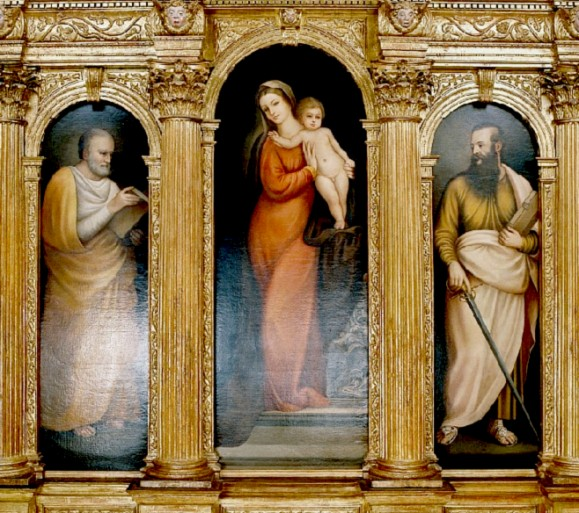
La pala di Castello Roganzuolo
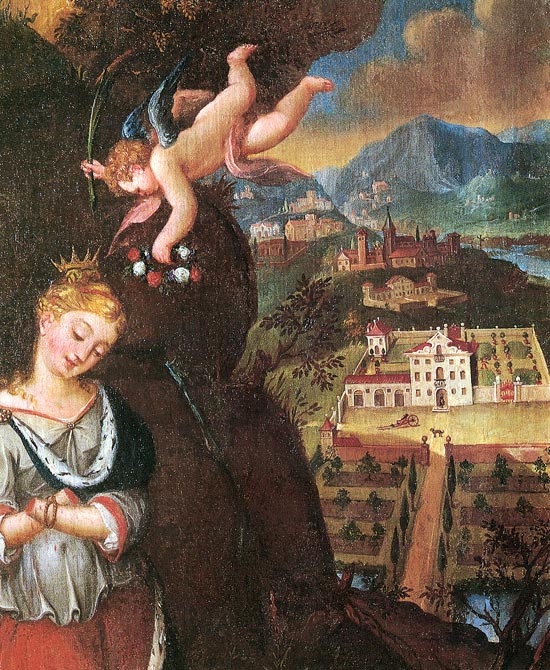
Particolare del Martirio di Sant'Eurosia, con Villa Morosini, Villa Verecondi e il centro di Colle Umberto